# Where the Winds Blow
Where the Winds Blow è un cortometraggio muto del 1910 diretto da Larry Trimble. Il film ha come protagonista Jean, la Border Collie che apparteneva al regista e che diventò negli anni dieci una delle prime star canine dello schermo.

## Produzione
Il film fu prodotto dalla Vitagraph Company of America.

## Distribuzione
Distribuito dalla General Film Company, il film - un cortometraggio in una bobina - uscì nelle sale cinematografiche statunitensi il 31 dicembre 1910.